# Gavià de Hemprich
El gavià de Hemprich (Ichthyaetus hemprichii) és una espècie d'ocell de la família dels làrids (Laridae) que habita les costes del Mar Roig, Golf d'Aden, costa sud-oriental de la Península Aràbiga, Golf d'Oman i est del Golf Pèrsic, el Pakistan, Socotra i costa africana fins a Tanzània, incloent Zanzíbar i Illa de Pemba.

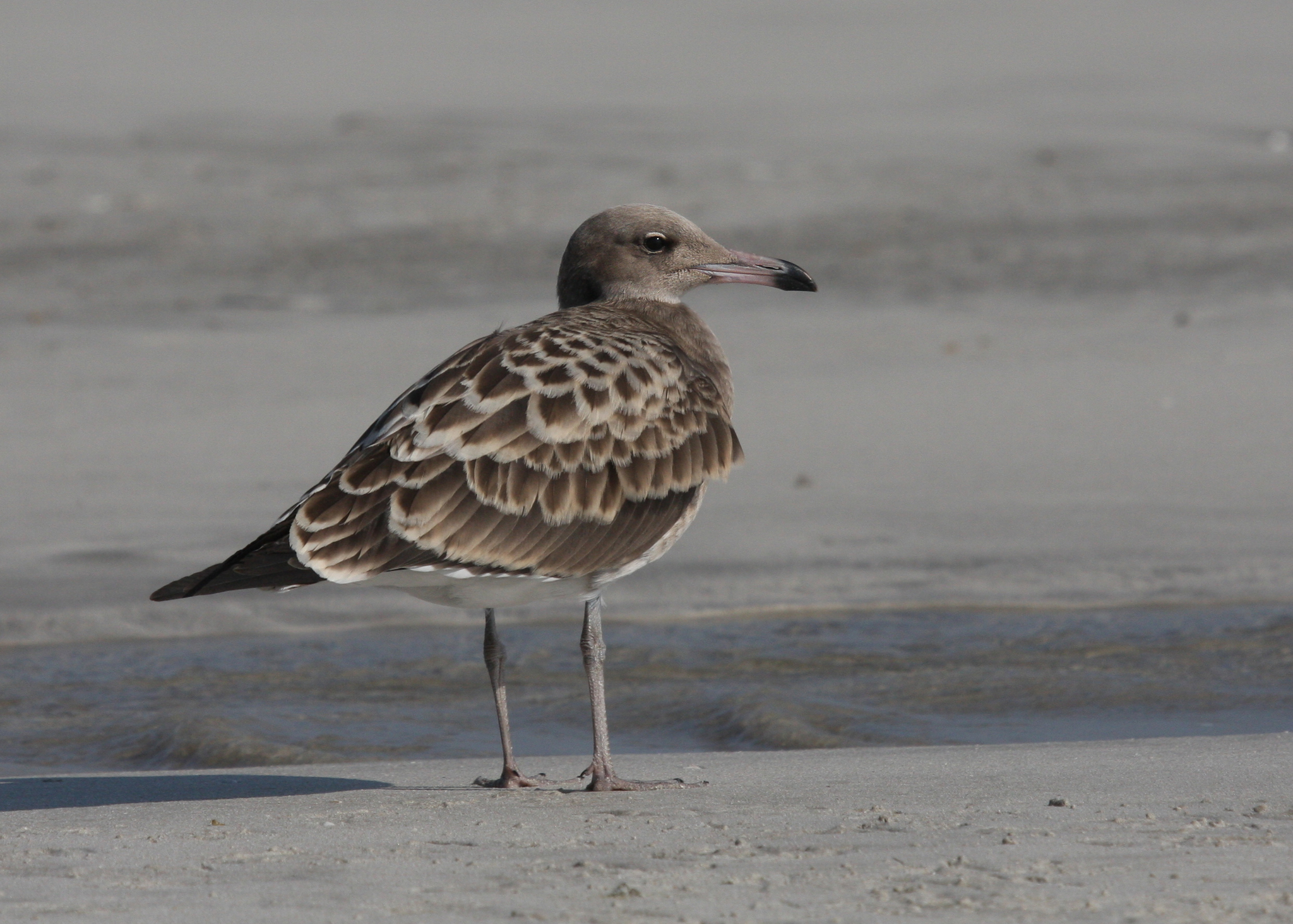
Exemplar juvenil